# Kollig
Kollig là một xã ở huyện Mayen-Koblenz bang Rheinland-Pfalz, phía tây nước Đức. Xã Kollig có diện tích 4,99 km².